# Plaisance, Aveyron

Plaisance este o comună în departamentul Aveyron din sudul Franței. În 2009 avea o populație de 218 de locuitori.